# Bidessonotus truncatus
Bidessonotus truncatus är en skalbaggsart som beskrevs av J. Balfour-browne 1947. Bidessonotus truncatus ingår i släktet Bidessonotus och familjen dykare. Inga underarter finns listade i Catalogue of Life.